# امیلیو سگره
امیلیو جینو سگره (به ایتالیایی: Emilio Gino Segrè) (زاده ۱ فوریه ۱۹۰۵ – درگذشته ۲۲ آوریل ۱۹۸۹) فیزیک‌دان ایتالیایی یهودی بود. وی بعداً به ایالات متحده آمریکا مهاجرت کرد و تابعیت آمریکایی گرفت. او به همراه اوون چمبرلین به خاطر کشف پادپروتون در سال ۱۹۵۹ موفق به دریافت جایزه نوبل در فیزیک شد. او همچنین یکی از کاشفان عنصر تکنسیم است.
سگره در سال ۱۹۴۰ میلادی به همراه ریموند کورسون و کنت روس مکنزی توانست عنصر شیمیایی آستاتین را در دانشگاه کالیفرنیا، برکلی سنتز نماید.